# Distretto di Cagaannuur (Hôvsgôl)
Il distretto di Cagaannuur  è uno dei ventitré distretti (sum) in cui è suddivisa la provincia del Hôvsgôl, in Mongolia. Conta una popolazione di 1.547 abitanti (censimento 2009). 